# Cosmocampus elucens
Cosmocampus elucens är en fiskart som först beskrevs av Felipe Poey 1868.  Cosmocampus elucens ingår i släktet Cosmocampus och familjen kantnålsfiskar. IUCN kategoriserar arten globalt som livskraftig. Inga underarter finns listade i Catalogue of Life.